# Christophe Profit

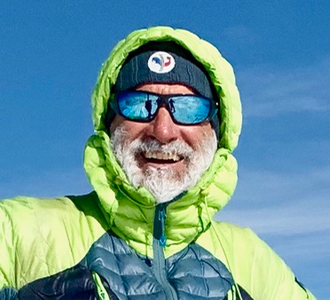
Christophe Profit

Christophe Profit (* 1961) ist ein französischer Bergführer und Extrembergsteiger. Neben seinen Touren im Himalaya und den Alpen gilt er als der Erfinder der „modernen Enchaînements“.

## Alpinismuskarriere
Während seines Wehrdienstes, den er ab 1980 bei der GMHM (groupe militaire de haute montagne, dt. Militärische Hochgebirgsgruppe) in Chamonix leistete, schloss der aus der Normandie stammende Profit 1986 die Bergführer-Ausbildung ab. 
1982 durchstieg er die Westwand der Petit Dru (3733 m) auf der Directe Américaine-Route in drei Stunden und zehn Minuten als erste Alleinbegehung. 1984 beging er den kompletten Peutereygrat am Mont Blanc bei einem Winter-Alleingang in 32 Stunden und am Freney-Pfeiler die Direttissima Bardill erstmals rotpunkt. Profit gelang 1985 die Solo-Winterdurchsteigung der Eiger-Nordwand in zehn Stunden.
Bei einer von Reinhold Messner organisierten Expedition zu der Lhotse-Südwand (8516 m) scheiterten die Teilnehmer auf Grund starker Schneefälle. In einer Biwaknacht wurden Profit und sein Partner Hans Kammerlander fast von Steinen getroffen, die das Zelt durchschlugen. Ein Jahr danach gelang ihm mit Pierre Béghin die vollständige Begehung jener Wand, jedoch ohne den Gipfel zu erreichen. 
1991 vervollständigten die beiden Bergsteiger am K2 (8611 m) die von Polen begonnene Route über Nordwestgrat und -wand sowie den Nordgrat zum Gipfel. Dies war die erste Besteigung des K2 im Alpinstil.
Mit zehn erfolgreichen Führungen durch die Eiger-Nordwand hält er seit 2007 den Rekord in dieser Wand (Stand: Januar 2009).

### Enchaînements
In den 1980er Jahren erfolgten einige Enchaînements durch Christophe Profit. Gemeint ist damit die Begehung mehrerer, schwieriger Routen nacheinander. 1982 verband Profit die Nordwände von Les Droites (4000 m), Aiguille de Talèfre (3726 m) und Grandes Jorasses (4208 m) im Alleingang. Im Juli 1984 beging er an einem Tag vier Routen auf den Mont Blanc (4810 m), zunächst über den Grand Pilier d’Angle (Bonatti-Route), anschließend am Zentralen Frêney-Pfeiler die Direttissima Bardill sowie die klassische Bonington-Route und zum Abschluss den Innominatagrat. Im selben Jahr bestieg er die vier Frêney-Pfeiler ebenfalls an einem Tag. Ebenfalls 1984 erfolgte die Verbindung von Aiguille du Dru (Directe Américaine), Petites Jorasses Westwand (3650 m) und Grandes Jorasses Nordwand (Linceul).
1985 begann er im Juli mit Enchaînements an den großen Nordwänden der Alpen. In 23,5 Stunden durchstieg er die Nordwände von Eiger, Matterhorn (4478 m) und Grandes Jorasses. Dabei stieg er jeweils zum Fuß der Berge ab und ließ sich mit einem Helikopter zum nächsten fliegen. Die Nordwand der Grandes Jorasses beging er auf der Route über das Linceul. 1987 versuchte er es erneut, dieses Mal im Winter. Er startete am Croz-Pfeiler an den Grandes Jorasses, flog mit dem Gleitschirm ins Tal und per Hubschrauber zum Eiger. Dessen Nordwand absolvierte er in Dunkelheit, konnte aber wegen schlechten Wetterverhältnissen nicht mit dem Gleitschirm fliegen. Nach der Matterhorn-Nordwand war das Unternehmen nach 42 Stunden abgeschlossen.

## Auszeichnungen
- Toni Gobbi Award für den größten Erfolg eines Bergführers mit einem Kunden (zehn Begehungen mit Gast durch die Eiger-Nordwand) (im Rahmen des Saint-Vincent Award for Mountain Professionals)[6]